# César Duval
Pour les articles homonymes, voir Duval.
Joseph-César Duval, né le 20 janvier 1841 à Saint-Julien-en-Genevois (Duché de Savoie) et décédé le 21 avril 1910 à Collonges-sous-Salève (Haute-Savoie), est homme politique français. Il est aussi l'auteur d'ouvrages d'histoire sur Saint-Julien et la Savoie.

## Carrière politique
Pharmacien de profession, élu député "Gauche républicaine" de Saint-Julien-en-Genevois avec quatre mandats :
- du 6 mai 1883 au 9 novembre 1885
- du 4 octobre 1885 au 11 novembre 1889
- du 22 septembre 1889 au 14 octobre 1893
- du 20 août 1893 au 16 février 1898

Maire de Saint-Julien, il est aussi conseiller général du canton, ainsi que président du conseil général de la Haute-Savoie de 1905 à 1910.
Il est élu sénateur sous le 6 février 1898, réélu le 28 janvier 1900, et réélu pour un troisième mandat le 3 janvier 1909.

## Hommage
La commune de Saint-Julien-en-Genevois fait édifier un monument, le 29 mai 1920. La cérémonie a été présidée par le sénateur et ancien ministre Fernand David, MM. le docteur Émile Goy, sénateur, président du Conseil général, le docteur Claudius Gallet, sénateur et Jules Mercier, ancien sénateur. Il s'agit d'un buste en bronze réalisé par le sculpteur Vibert et posé sur un piédestal.

## Publication
- Ternier et Saint-Julien. Essai historique sur les anciens bailliages de Ternier et Gaillard et le district révolutionnaire de Carouge, avec documents inédits, 1879.
- en collaboration avec André Folliet, La vérité sur la zone franche de la Haute-Savoie, 1902

### Biographie
- VIAF
- ISNI
- BnF (données)
- IdRef
- LCCN
- WorldCat

- Irène Nouailhac, Marie-Anne Pirez, Les Duval, Archives & cultures, Coll. Les Dictionnaires patronymiques,2909530744, 9782909530741 - 320 p.
- « César Duval », dans Adolphe Robert et Gaston Cougny, Dictionnaire des parlementaires français, Edgar Bourloton, 1889-1891 [détail de l’édition]
- « César Duval », dans le Dictionnaire des parlementaires français (1889-1940), sous la direction de Jean Jolly, PUF, 1960 [détail de l’édition]